# Hu Angang
Hu Angang (ur. 27 kwietnia 1953) – chiński ekonomista, profesor wielu uczelni (w tym Uniwersytetu Keiō w Tokio i Uniwersytetu Harvarda).
Kształcił się między innymi na Uniwersytecie Naukowo-Technicznym w Pekinie (Politechnice Pekińskiej) i Uniwersytecie Yale. Obecnie pełni funkcję dyrektora Centrum Studiów Chińskich w Szkole Spraw Publicznych i Zarządzania na Uniwersytecie Tsinghua. 
Jest laureatem wielu prestiżowych nagród i wyróżnień.

## Wybrane publikacje
- Great Transformations in China (2005)